# Lake Galilee
Lake Galilee är en sjö i Australien. Den ligger i delstaten Queensland, omkring 920 kilometer nordväst om delstatshuvudstaden Brisbane. Lake Galilee ligger 276 meter över havet. Arean är 2,9 kvadratkilometer. Den sträcker sig 3,2 kilometer i nord-sydlig riktning, och 1,6 kilometer i öst-västlig riktning.
Omgivningarna runt Lake Galilee är i huvudsak ett öppet busklandskap. Trakten runt Lake Galilee är nära nog obefolkad, med mindre än två invånare per kvadratkilometer. Genomsnittlig årsnederbörd är 581 millimeter. Den regnigaste månaden är februari, med i genomsnitt 154 mm nederbörd, och den torraste är oktober, med 12 mm nederbörd.